# ピアノ協奏曲第4番 (ヴィラ＝ロボス)

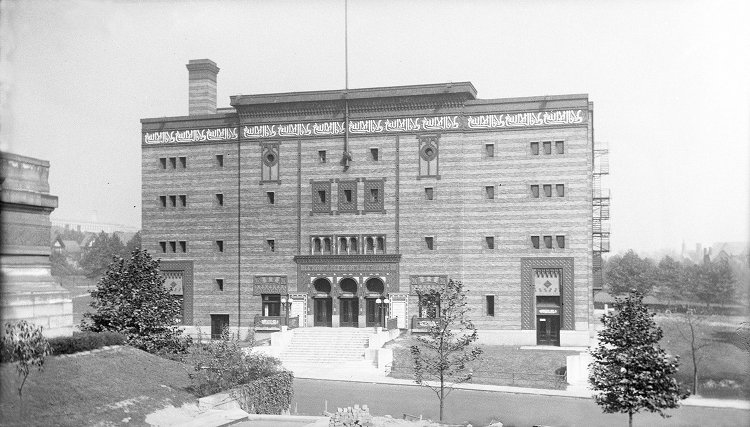
初演の会場となったピッツバーグのサイリア・モスク。

ピアノ協奏曲第4番 W505 は、エイトル・ヴィラ＝ロボスが1952年に作曲したピアノ協奏曲。

## 概要
ヴィラ＝ロボス4作目のピアノ協奏曲は1952年に作曲された。リオデジャネイロで仕事に着手し、パリで書き進めて第2楽章を完成、さらにニューヨークで全曲を書き上げた。本作はピアニストのベルナルド・セガルのための委嘱作品であり、曲はセガルへと献呈された。彼は1953年1月9日にピッツバーグにおいて、作曲者自身が指揮するピッツバーグ交響楽団と本作を初演している。

## 楽器編成
ピアノ独奏、ピッコロ、フルート2、オーボエ2、コーラングレ、クラリネット2、バスクラリネット、ファゴット2、コントラファゴット、ホルン4、トランペット2、トロンボーン2、チューバ、ティンパニ、打楽器（タムタム、シンバル、ココ、鐘、バスドラム）弦五部。

## 楽曲構成
この作品は4楽章構成となっている。演奏時間は約29分。
1. Allegro non troppo
2. Andante con moto
3. Scherzo (Allegro vivace) – Cadenza
4. Allegro moderato

第1楽章は伝統的な形式のいずれにも合致しておらず、2つの主題を巡って8つのセクションが連続して奏される形となっている。いずれの主題も最初のセクションで提示される。ひとつめは四度堆積和音を特徴とする多分に対位法的な主題で、ふたつめは三度の和音を使用した和声的な主題である。
第2楽章は第1楽章同様に数珠繋がりの構成となっており、1つの主要主題、2つの副主題を用いた6つのセクションに分けられる。主要主題に基づいて反復が繰り返されるため、しばしばシャコンヌへの接近を感じさせる。
第3楽章はスケルツォであるが、一般的なABAの形式ではなく2つの中間部を擁している（ABCA'のパターン）。2つの主要主題と6つの短い旋律素材が配され、その間に先行2楽章から採られた材料が散りばめられている。5番目の結尾部分は拡大されたカデンツァで、ここまでに登場した3つの楽章の主題群が総括される。
第4楽章も他の楽章同様に数珠繋ぎの形式であるが、構成セクションは大きいものが3つのみとなっている。冒頭で提示される主要主題はスケルツォの第2主題の回想である。次に新主題が現れ、さらに第1楽章の第1主題に基づく第3の主題が登場する。第2のセクションは第1主題を基に展開していき、第3のセクションでは第2、第3主題を中心として進んでいく。最後に第1楽章の開始主題が再現されて楽章が結ばれる。

## 関連文献
- Appleby, David P. 2002. Heitor Villa-Lobos: A Life (1887–1959). Lanham, Maryland: Scarecrow Press. ISBN 978-0-8108-4149-9.
- B[riggs]., J[ohn]. 1953. "Yma Sumac Stars in Latin Concert: Produces Variety of Coloristic Effects at Lewisohn Stadium—Segall in Piano Concerto". The New York Times (26 June 1953): 16.
- Fortes Filho, Raimundo M. de Melo. 2004. "Concerto Para Piano e Orquestra n. 1 de Villa-Lobos: Um Estudo Analítico-Interpretativo". Masters thesis, Universidade Federal da Bahia.
- Johnson, Bret. 1992. "Villa-Lobos: Piano Concertos Nos.1–5 by Cristina Ortiz, Miguel Gomez- Martinez". Tempo, New Series, No. 182, Russian Issue (September): 60–61.
- Lewando, Ralph. 1953. "Colorful Villa-Lobos Music Wins Praise: Brazilian Composer Conducts Own Works: Segall Plays World Premiere of Concerto". The Pittsburgh Press (10 January).
- Peppercorn, Lisa M. 1984. "Villa-Lobos's Commissioned Compositions". Tempo, New Series, No. 151 (December): 28–31.
- Steinfirst, Donald. 1953. "Composer, Conductor in Both Roles Here". Pittsburgh Post-Gazette (10 January).
- Tarasti, Eero. 1995. Heitor Villa-Lobos: The Life and Works, 1887–1959, translated from the Finnish by the author. Jefferson, North Carolina, and London: McFarland. ISBN 0-7864-0013-7.